# 齿状回
齿状回（英文：Dentate gyrus，缩写：DG）是大脑颞叶海马结构的一部分，其中还包括海马体和下托。齿状回是海马体三突触回路的一部分。它被认为有助于形成新的情节记忆、自发探索新环境和其他功能。
值得注意的是，它是已知在许多哺乳动物（从啮齿目到灵长目动物）中具有显着的成体神经发生率的少数几个大脑结构之一。成体神经发生可能发生的其他部位包括脑室下区、纹状体和小脑。然而，成人齿状回中是否存在显着的神经发生一直是一个有争议的问题。2019年的证据表明，成体神经发生确实发生在脑室下区和齿状回的颗粒层下区。

## 结构

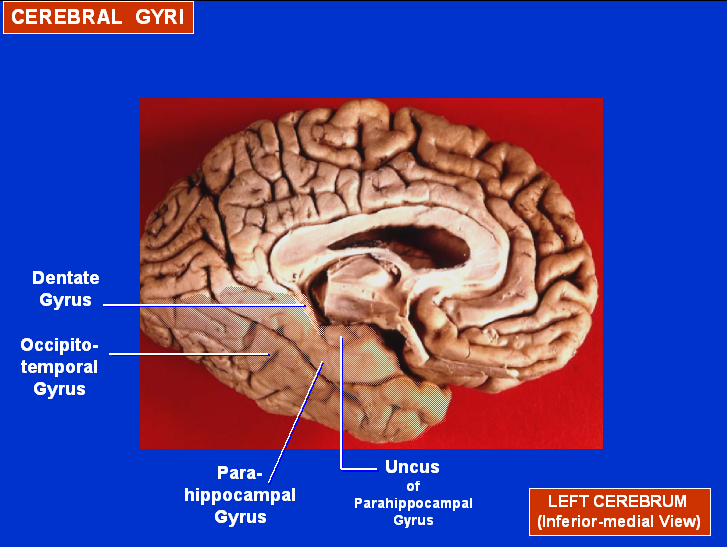
齿状回的位置以及与其他结构的关系。

齿状回与海马体一样，由三个不同的原皮层组成：外层是分子层、中间层是颗粒细胞层、内层是多态层。组成海马体的原皮层：外层是分子层，中间层是锥体层、内层是定向层。多态层也是齿状回的门（CA4，海马体和齿状回的交界处）。
颗粒层位于上面的分子层和下面的多态层（门）之间。颗粒层的颗粒细胞投射出称为苔藓状纤维的轴突，在CA3锥体神经元的树突上形成兴奋性突触。颗粒细胞以层压的方式紧密堆积在一起，抑制了神经元的兴奋。
颗粒细胞的一些基底树突向上弯曲进入分子层。而大多数基底树突则进入门。这些门树突更短更细，侧枝也更少。
门中的第二种兴奋性细胞类型是苔藓细胞。它沿隔颞轴广泛投射其轴突（从隔区到颞叶），同侧投射跳过细胞体附近的前1-2毫米。通过随机化它们的细胞分布来准备CA3中的一组细胞组合以用于数据检索的作用。
在门和颗粒细胞层之间是一个称为颗粒层下区的区域，是成体神经发生的部位。
齿状回前内侧的延续称为齿状回尾部，或Band of Giacomini。大部分齿状回没有暴露在脑表面，但齿状回尾部却暴露在表面，是钩回下表面的重要标志。

### 三突触回路
三突触回路由内嗅皮II层的兴奋性细胞（主要是星状细胞）组成，通过穿缘通路投射到齿状回的颗粒细胞层。齿状回不接收来自其他皮层结构的直接输入。穿缘通路分为内侧穿缘通路和外侧穿缘通路，分别产生于内嗅皮质的内侧和外侧。内侧穿缘通路突触到颗粒细胞的近端树突区域，而外侧穿缘通路突触到颗粒细胞的远端树突。齿状回的大多数侧面视图似乎表明一个结构仅由一个实体组成，但内侧运动可能提供齿状回腹侧和背侧部分的证据。称为苔藓状纤维的颗粒细胞的轴突与CA3和CA1的锥体细胞建立兴奋性突触连接。

## 发育
齿状回中的颗粒细胞的特点是它们在大脑发育过程中形成的时间较晚。在老鼠中，大约85%的颗粒细胞是在出生后产生的。据推测，在人类中，颗粒细胞在妊娠第10.5至11周开始生成，并在妊娠中期、晚期、出生后直至成年的期间继续生成。科学家研究了在老鼠大脑发育过程中颗粒细胞的生发来源及其迁移途径。最老的颗粒细胞在海马神经上皮的特定区域产生，并在胚胎期（E）17/18左右迁移到原始齿状回，然后作为形成颗粒层中最外层的细胞沉淀。接着，齿状前体细胞移出海马神经上皮的同一区域，并保留其有丝分裂能力，侵入正在形成的齿状回的门（核心）。从这时起，这种分散的生发基质就是颗粒细胞的来源。新生成的颗粒细胞聚集在已经开始沉淀在颗粒层中的旧细胞之下。随着更多颗粒细胞的产生，层慢慢变厚，细胞根据年龄堆积，越老的越浅，越年轻的越深。颗粒细胞前体保留在颗粒下区域，随着齿状回的生长逐渐变薄，但这些前体细胞保留在成年老鼠体内。这些稀疏分散的细胞不断产生颗粒细胞神经元，增加了神经元总数。老鼠、猴子和人类的齿状回还有许多其他差异。老鼠的颗粒细胞只有顶端树突，但在猴子和人类中，许多颗粒细胞有基底树突。

## 作用

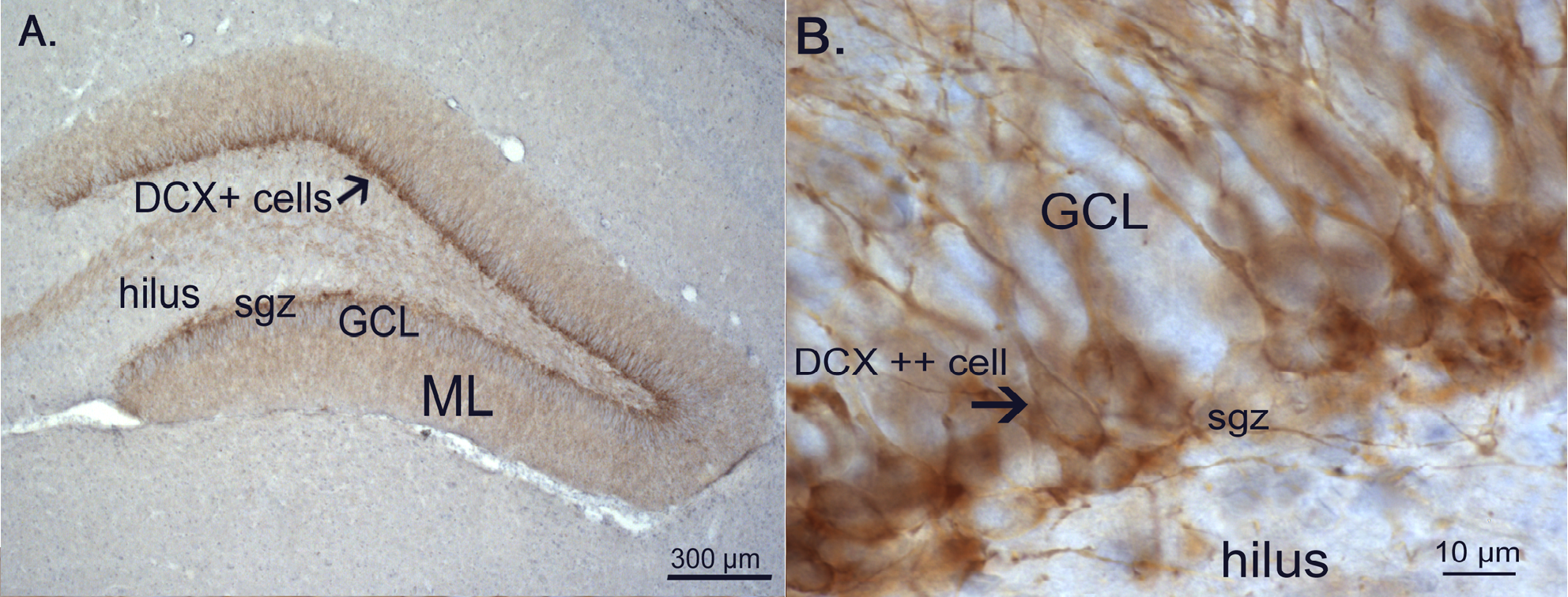
颗粒层下区（在老鼠脑中）。（A）齿状回区域：门、颗粒层下区（sgz）、颗粒细胞层（GCL）和分子层（ML）。细胞被双皮质素 （DCX）染色。(B) 颗粒层下区的闭口，位于门和GCL之间，是成体神经发生的部位。

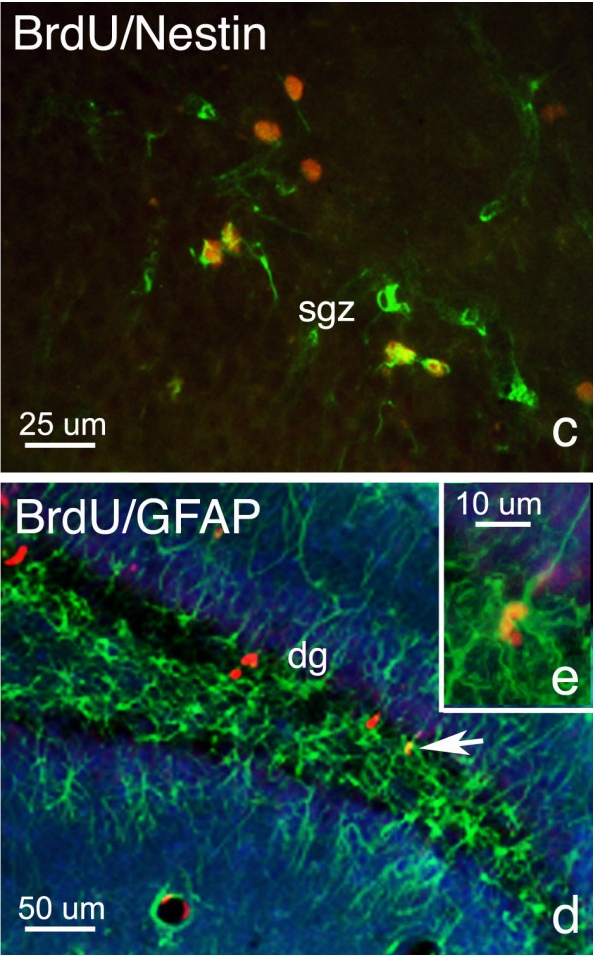
齿状回细胞增殖的表型。Faiz等人，2005年的插图片段。

齿状回被认为有助于记忆的形成，并在抑郁症中发挥作用。
海马体在学习和记忆中的作用已经研究了几十年，特别是自1950年之后。根据手术结果，一名美国男性切除了大部分海马体。目前尚不清楚海马体如何促成新记忆的形成，但在该大脑区域发生了一个称为长时程增强作用（LTP）的过程。LTP涉及在反复刺激后持久强化突触连接。虽然齿状回显示LTP，但它也是哺乳动物大脑中为数不多的成体神经发生（新神经元的形成）发生的区域之一。一些研究假设新的记忆可以优先使用齿状回新形成的颗粒细胞，这为区分相似事件的多个实例或多次访问同一位置提供了一种潜在的机制。相应地，有人提出，未成熟的新生颗粒细胞接受与来自内嗅皮层II层的轴突形成新的突触连接，通过这种方式，首先将具有适当年龄的年轻颗粒细胞中的事件关联起来，从而将特定的新事件群作为情景记忆来记忆。通过在迷宫中的表现可以看出，增加的神经发生与改善啮齿动物的空间记忆有关，这一事实强化了这一概念。
已知齿状回用作预处理单元。虽然CA3子域参与记忆的编码、存储和检索，但齿状回在模式分离中很重要。当信息通过穿缘通路进入时，齿状回将非常相似的信息分成不同且独特的细节。这确保了新的记忆被单独编码，而无需从先前存储的类似特征的记忆中输入，并准备相关数据以存储在CA3区域中。模式分离提供了将一个记忆与其他存储的记忆区分开来的能力。模式分离始于齿状回。齿状回中的颗粒细胞使用竞争性学习处理感觉信息，并传递初步表示以形成位置场。位置场非常具体，因为它们能够重新映射和调整发射率以响应细微的感觉信号变化。这种特异性对于模式分离至关重要，因为它可以将记忆彼此区分开来。
齿状回显示出一种特定形式的神经可塑性，这是由于新形成的兴奋性颗粒细胞的持续整合所致。

## 临床意义

### 记忆
将海马体与记忆形成联系起来的顺行性遗忘症最突出的早期病例之一是亨利·莫莱森（匿名称为患者H.M.，直到2008年去世）。他的癫痫症通过手术切除海马体（左右半球各有自己的海马体）以及一些周围组织得到治疗。这种有针对性的脑组织切除使莫莱森先生无法形成新的记忆。从那时起，海马体就被认为对记忆形成至关重要，尽管所涉及的过程尚不清楚。

### 压力和抑郁
齿状回也可能在压力和抑郁中发挥作用。例如在老鼠中，已发现神经发生随着抗抑郁药的长期治疗而增加。压力的生理效应，通常表现为皮质醇等糖皮质激素的释放，以及交感神经系统（自主神经系统的一个分支）的激活，已被证明可抑制灵长类动物的神经发生过程。已知内源性和外源性糖皮质激素都会导致精神病和抑郁症，这意味着齿状回的神经发生可能在调节压力和抑郁症状方面发挥重要作用。

### 血糖
哥伦比亚大学欧文医学中心研究人员的研究表明，血糖调节不佳会对齿状回产生有害影响，从而导致记忆力下降。

### 其他
在老鼠身上看到的一些证据表明，齿状回的神经发生随着有氧运动而增加。几项实验表明，当成年啮齿动物暴露于丰富的环境中时，神经发生（神经组织的发育）通常会增加。
突触相关蛋白DLG1（齿状回中的一种支架蛋白质）的突变可能在精神分裂症的易感性中起作用。

### 空间行为
有研究表明，在大约90%的齿状回细胞被破坏后，老鼠在穿过之前通过的迷宫时遇到了极大的困难。经过多次测试它们是否可以学习迷宫，结果显示老鼠不能通过迷宫，表明它们的工作记忆严重受损。老鼠在放置策略方面也遇到了麻烦，因为它们无法将关于迷宫的学习信息整合到它们的工作记忆中，因此，在后来的试验中穿过同一个迷宫时，它们无法记住它。每次老鼠进入迷宫，老鼠的表现就好像它第一次看到迷宫一样。